# Alina Siergiejewa
Alina Andriejewna Siergiejewa, ros. Алина Андреевна Сергеева (ur. 10 lutego 1983 w Czelabińsku) – rosyjska aktorka filmowa i teatralna.

## Życiorys
Kształciła się w szkole teatralnej w Czelabińsku. W roku 2004 ukończyła studia w moskiewskiej GITIS, w klasie Gennadija Chazanowa. Po studiach pracowała w Teatrze Antona Czechowa, w Teatrze na Małej Bronnej i w Niezależnym Projekcie Teatralnym.
W filmie zadebiutowała w 2007 główną rolą w filmie Słuchając ciszy. Wystąpiła w jedenastu filmach fabularnych.

## Filmografia
- 2007: Słuchając ciszy jako Nastia Bieliajewa
- 2008: Sublokatorka jako nauczycielka Rita Lesina
- 2008: Broń jako Żenia
- 2009: Dłużej niż wiek jako Polina Repina
- 2009: Snajper. Broń odwetu jako Alesia Mikulczuk
- 2009: Najlepsza babcia jako Nina
- 2010: Zamach jako Jean
- 2010: Pirat i piratka jako Galina
- 2011: Wszystko idzie ku lepszemu jako Jewgienia Siomina
- 2011: Terminal
- 2011: Razem jako Lea
- 2012: Uczę się grać na gitarze jako Nina